# Heiko Thomas

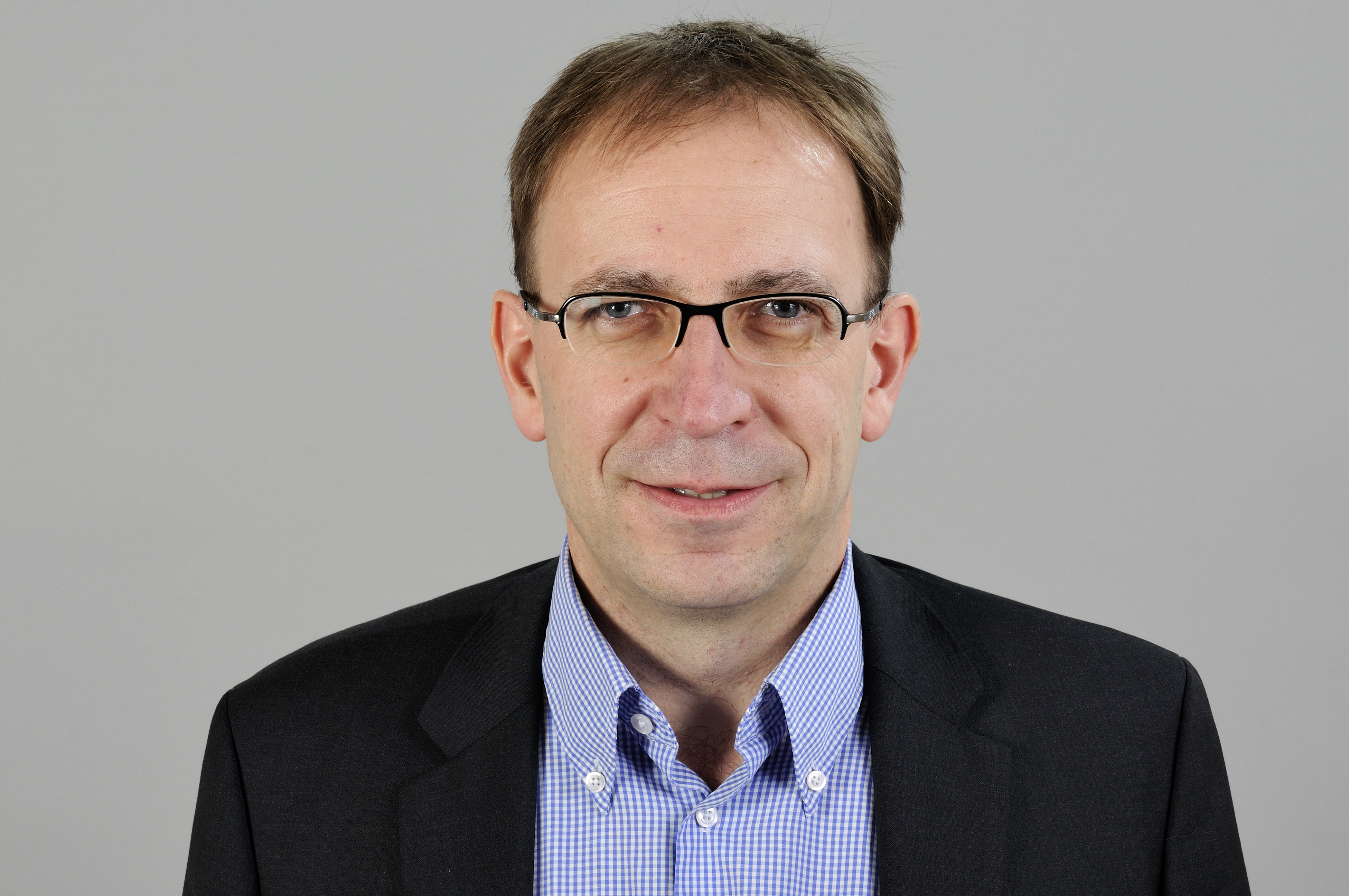
Heiko Thomas (2013).

Heiko Thomas (* 13. September 1969 in Wuppertal) ist ein deutscher Politiker (Bündnis 90/Die Grünen).

## Leben
Nach dem Abschluss an einer Realschule in Remscheid erlernte Heiko Thomas den Beruf des Gas- und Wasserinstallateurs, den er fast elf Jahre lang ausübte.
Auf dem zweiten Bildungsweg holte er sein Abitur nach um Theologie zu studieren. Aus Theologie wurde Politikwissenschaft, Volkswirtschaft und Soziale Arbeit und Erziehung. Bereits in seiner Studienzeit begann sich Heiko Thomas politisch zu engagieren.
Von 1997 bis 2002 war er im Bundestag u. a. als persönlicher Referent der Fraktionsvorsitzenden Kerstin Müller und als Büroleiter der Parteivorsitzenden Claudia Roth tätig. Seit 1999 lebt Heiko Thomas in Berlin.
Ab 2002 arbeitete er für die Bundesministerin Renate Künast. Von 2004 bis 2007 war er als Leiter des Büros des Parlamentarischen Staatssekretärs Matthias Berninger angestellt.
Darüber hinaus war Heiko Thomas einige Jahre Gastdozent an der Universität NRW - School of Governance in Essen-Duisburg.
Ab 2007 widmete sich Heiko Thomas der Fraktion Bündnis 90/Die Grünen im Abgeordnetenhaus von Berlin als Fraktionsgeschäftsführer.
Im Bundeswahlkampf 2009 kandidierte er als Pankower Direktkandidat um die Wahl zum Bundestagsabgeordneten.
Zwei Jahre später übernahm er in der Wahl zum Abgeordnetenhaus von Berlin von Juli bis September 2011 das Amt des Landesgeschäftsführers und Wahlkampfleiters von Renate Künast. Anschließend legte er sein Amt als Geschäftsführer der Berliner Grünen-Fraktion nieder, um im November 2011 als Abgeordneter ins Berliner Abgeordnetenhaus einzuziehen.
Seitdem war er als gesundheitspolitischer und haushaltspolitischer Sprecher der Grünen tätig. Im April 2016 schied er aus dem Parlament aus, seine Nachrückerin war Alessa Berkenkamp.
Seit 2016 arbeitet er als Referatsleiter im Ministerium für Umwelt, Landwirtschaft, Natur- und Verbraucherschutz des Landes Nordrhein-Westfalen.
Am 1. September 2021 wählte ihn der Rat der Stadt Aachen zum Dezernenten für Klima und Umwelt, Stadtbetrieb und Gebäude.